# Barbara Demick
Barbara Demick es una periodista estadounidense. Actualmente, es la directora del periódico Los Angeles Times en la ciudad de Beijing.
Es autora del libro Logavina Street: Vida y Muerte en un barrio de Sarajevo (Andrews y McMeel, 1996). Su siguiente libro, Nada que envidiar: La vida común y corriente en Corea del Norte, fue publicado por Spiegel & Grau/Random House en diciembre de 2009 y por Granta Books en 2010.
Demick fue corresponsal del diario Philadelphia Inquirer, en Europa del Este, desde el año 1993 hasta 1997. Junto al fotógrafo John Costello, Demick produjo una serie de artículos, entre 1994 y 1996, que retrataba la vida en una calle de Sarajevo durante el transcurso de la guerra en Bosnia. Dicha serie fue galardonada con el George Polk Award como informe internacional, también obtuvo el Robert F. Kennedy Journalism Award como informe internacional, y fue finalista del Pulitzer en la categoría de funciones. Ella fue destinada en el Oriente Medio por el periódico, entre 1997 y 2001.
En 2001, Demick comenzó a trabajar en Los Angeles Times y se convirtió en la primera directora del periódico en Corea del Sur. Demick informó ampliamente sobre la situación de los derechos humanos en Corea del Norte, entrevistó a un gran número de refugiados en China y Corea del Sur. Demick concentró su trabajo en los cambios económicos y sociales dentro de Corea del Norte, y también sobre la situación de las mujeres de ese país que eran vendidas para matrimonios en China. Ella escribió una extensa serie de artículos sobre la vida dentro de la ciudad norcoreana de Chongjin. En 2005, Demick fue co-ganadora de la American Academy of Diplomacy's Arthur Ross Award for Distinguished Reporting & Analysis on Foreign Affairs. En 2006, sus informes sobre Corea del Norte fueron galardonados con el Overseas Press Club's Joe and Laurie Dine Award for Human Rights Reporting y el Asia Society's Osborn Elliott Prize for Excellence in Asian Journalism. Ese mismo año, Demick fue nombrada periodista del año, en prensa escrita, por parte de Los Angeles Press Club. En 2010, Demick fue galardonada con el Samuel Johnson Prize|Samuel Johnson Prize for Non-Fiction por su trabajo titulado Nada que envidiar: La vida común y corriente en Corea del Norte. El libro fue nominado para el premio literario más prestigioso de Estados Unidos, el National Book Award.
Demick fue profesora visitante en Princeton University durante 2006 y 2007, enseñó Cobertura de Regímenes Represivos a través de la beca Ferris en el Consejo de Humanidades. Posteriormente, se trasladó a Beijing para trabajar en Los Ángeles Times en 2007 y se convirtió en directora de la oficina de dicho diario en la ciudad de Beijing a principios de 2009.Demick fue uno de los temas que fueron tratados durante el documental Press Pass to the World de McCourry Films en el año 2005.

## Premios y nominaciones
- 2010: Premiado, BBC Samuel Johnson Prize for Non-Fiction, Nothing to Envy: Ordinary Lives in North Korea
- 2006: Premiado, Overseas Press Club's Joe and Laurie Dine Award for Human Rights Reporting
- 2006: Premiado, Asia Society's Osborn Elliott Prize for Excellence in Asian Journalism
- 2006: Premiado, Los Angeles Press Club Print Journalist of the Year
- 2005: Premiado, American Academy of Diplomacy's Arthur Ross Award for Distinguished Reporting & Analysis on Foreign Affairs
- 1994: Premiado, George Polk Awards, The Philadelphia Inquirer
- 1994: Premiado, Robert F. Kennedy Journalism Award, The Philadelphia Inquirer
- 1994: Seleccionado, Pulitzer Prize, The Philadelphia Inquirer